# Friedel Jenny Konitzer
Friedel Jenny Konitzer (* 12. November 1915 in Köln; † 20. September 2013 in Neustadt am Rübenberge) war eine zeitgenössische deutsche Malerin und Grafikerin.

## Leben
Friedel Jenny Konitzer beendete 1936 das Humanistische Gymnasium mit dem Abitur. Bereits zu Schulzeiten zeigte sich ihr künstlerisches Talent, das sie unter anderem durch Malkurse in der Kölner Kunstgewerbeschule ausbaute. Durch ihre 16 Jahre ältere Schwester, die Kunsthistorikerin Anni Wagner, kam sie früh in Kontakt mit der Kunstgeschichte.
Friedel Jenny Konitzer wollte beruflich einen künstlerischen Weg einschlagen und Modedesignerin werden. Die Heirat mit dem Diplom-Kaufmann Dr. Clemens Paul Johannes Konitzer (1906–1978) 1937 beendete ihre diesbezüglichen Pläne. Beide lebten zunächst in Berlin. Nach dem Zweiten Weltkrieg zog das Ehepaar Konitzer 1945 nach Goslar. Sie unternahmen Reisen durch Europa, die sich auch in den frühen Landschafts- und Stadtbildern der Malerin spiegeln.
1953 wandte sich Konitzer der freien künstlerischen Arbeit zu. Sie richtete sich in Goslar ein Atelier ein und nahm von 1954 an Privatunterricht bei dem Kunstprofessor Erich Rhein (1902–1956) in Hannover. Von 1956 an war Friedel Jenny Konitzer mit ihren Werken auf Gemeinschafts- und Einzelausstellungen vertreten. Im Unterricht bei Rhein lernte sie den Maler, Grafiker und Zeichner Fred Jacobson (1922–2013) kennen. Dieser machte Konitzer mit seinem ehemaligen Lehrer, dem in Steinhude ansässigen Maler Harald Schaub bekannt. Konitzer und Schaub waren von 1967 bis zu seinem Tod 1991 ein Paar.  Alle drei Künstler verband eine jahrzehntelange Freundschaft.
Anfang der 1970er Jahre zog Konitzer nach Hannover, wo sie sich zunächst ein kleines Atelier einrichtete. 1971 begann sie mit der Errichtung ihres Atelierhauses in Hagenburg-Altenhagen am Südufer des Steinhuder Meeres. Das Künstlerhaus wurde im Mai 1973 mit einer Ausstellung der Werke Konitzers feierlich eröffnet, die Eröffnungsrede hielt der Kulturreferent der Landeshauptstadt Hannover, Heinz Lauenroth. Die regionale und überregionale Presse begleitete die Errichtung des Künstlerhauses ausführlich.
Friedel Jenny Konitzer wohnte und arbeitete in ihrem Atelierhaus bis zum Jahr 2008. Seitdem lebte sie in einem Seniorenwohnheim in Neustadt am Rübenberge. Dort verstarb sie am 20. September 2013 im 98. Lebensjahr.

## Werk
Das Œuvre Friedel Jenny Konitzers besteht aus großformatigen abstrakten oder abstrakt-figurativen Reliefbildern, Gemälden, Monotypien sowie grafischen Arbeiten (Zeichnungen, Linolschnitt u. a.).
Konitzer begann ihr künstlerisches Schaffen als Autodidaktin. Von 1954 an baute sie ihre Kenntnisse durch professionellen Unterricht bei Professor Erich Rhein von der Werkkunstschule Hannover aus. Sein Unterricht beinhaltete das Experimentieren mit verschiedenen Materialien. Auch vermittelte er seinen Schülern unter anderem aleatorische, also vom Zufall abhängige Techniken, bei denen das künstlerische Ergebnis zu Beginn der Arbeit noch nicht feststeht. Diese waren ein wesentlicher Faktor in der informellen Malerei, es gibt sie aber auch in Musik und Literatur. Die Kenntnisse, die die Künstlerin durch den Unterricht bei Erich Rhein sowie den künstlerischen Austausch mit ihm und auch seinen anderen Schülern wie Fred Jacobson erwarb, prägten ihre künstlerische Entwicklung entscheidend.
Während ihr frühes Werk – vornehmlich Stillleben und stilisierte Landschaftsimpressionen ihrer Studienreisen durch Europa – noch gegenstandsbezogen ist, arbeitete Konitzer von 1962 an eher expressiv-abstrakt. In dieser zweiten Schaffensphase der 1960er und frühen 1970er Jahren verband sie informelle Techniken mit teils bizarren, organischen oder geometrischen Figurationen. Sie experimentierte mit Techniken und Materialien wie Kunstharz, Sand und Farbe und schuf großformatige Reliefbilder.
In den 1970er Jahren wandte sich Konitzer verstärkt der Grafik zu. In dieser Zeit entdeckte sie für sich das Motiv der „unendlichen Linie“: Parallel verlaufenden Linien verbinden sich auf ihren Bildern zu endlos scheinenden Bändern oder Spiralen, die sie teils farbig unterlegte. Ende der 1970er wandte sich Konitzer erneut gegenständlichen Bildmotiven zu, die sie surreal verfremdete. Friedel Jenny Konitzer litt phasenweise unter Angstattacken, die sich auch in ihren Werken spiegeln. Als Motive wählte sie bevorzugt Vögel (unter anderem Geier), aber auch bizarr anmutende Bäume, in denen sich menschliche Gebeine befinden oder an deren Ästen menschliche Körper hängen. Es sind teils makabre Visionen. Konitzer malte in ihrer letzten Schaffensperiode aber auch die Bildfläche ausfüllende Blumenbilder in expressiver Farbigkeit. In den Werken von Friedel Jenny Konitzer gibt es keinen Stillstand, jeder Teil der Bildfläche ist gefüllt und oftmals von ausufernder Bewegung. Diese ausgeprägte Dynamik ist charakteristisch für jedes ihrer Werke.
Konitzer präsentierte ihre Arbeiten auf Einzel- und Gemeinschaftsausstellungen, unter anderem in Goslar, Braunschweig, Hannover, Hildesheim, Oldenburg, Salzgitter, Wolfsburg, Mainz und Frankfurt am Main. Seit Mitte der 1950er Jahre berichteten Zeitungs- und Zeitschriften-Feuilletons über ihre Arbeiten und gaben Aufschluss über ihre sich wandelnden Arbeitsweisen/Techniken.
Ein großer Teil des Lebenswerkes Konitzers befindet sich in einer privaten  Kunstsammlung, aber auch in öffentlichen Sammlungen (Kommunen, Museen) sowie in Privatbesitz.

## Ausstellungen (Auswahl)
- 1956 Goslar, Goslarer Museum, Jubiläumsausstellung des Bundes Bildender Künstler
- 1962 Goslar, Foyer des Odeon-Theaters, erste Einzelausstellung
- 1966 Münster, Galerie Bernd Clasing; Eröffnungsrede: Walter Junge
- 1966 Hannover, Kunstkabinett am Steintor; Eröffnungsrede: Kulturdezernent Heinz Lauenroth
- 1967 Mainz, Galerie Winfried Gurlitt
- 1967 Wiesbaden, Atelier Christa Moering (zusammen mit Romane Holderried Kaesdorf)
- 1969 Goslar, Goslarer Museum
- 1969 Salzgitter, Kunstverein (zusammen mit Fred Jacobson)
- 1971 Münster, Galerie Bernd Clasing; Eröffnungsrede: Dr. Hermann Lober
- 1973 Hagenburg, Eröffnungsausstellung des Wohn- und Atelierhauses, Eröffnungsrede: Heinz Lauenroth
- 1975/1976 Landkreis Hannover: Wanderausstellung mit Werken der Malerin Friedel Jenny Konitzer; Eröffnungsrede: Dr. Rudolf Lange
- 2000 Neustadt am Rübenberge, Rosenkrug (zusammen mit Werken von Harald Schaub)
- 2009 Neustadt am Rübenberge, Galerie B³ für zeitgenössische Kunst im Leinepark: „Landschafts(t)räume, Ansichten aus dem 20. und 21. Jahrhundert“ (Gemeinschaftsausstellung, u. a. mit Arbeiten von Harald Schaub, Fred Jacobson, Bernd Otto Schiffering, Paul Smalian)